# Bonaventura Breunig
Bonaventura Breunig, geboren als August Wendelin Breunig, (* 17. August 1905 in Grombach; † 2. März 1979 in Mbongolowane, KwaZulu) war Benediktiner-Missionar in Afrika.

## Leben
Breunig war der Sohn eines Landwirts, besuchte in Grombach die Volksschule und danach das Gymnasium in Dillingen an der Donau, wo er 1923 in das Chornoviziat eintrat. Seine Profess erhielt er am 14. Mai 1928 in der Erzabtei St. Ottilien bei München und wurde dort am 26. März 1933 zum Priester geweiht. Unter seinen acht Geschwistern waren noch die Brüder Edmund und Friedrich, die Ende der 1930er Jahre ebenfalls in St. Ottilien eine geistliche Laufbahn einschlugen, dann aber beide als Sanitätssoldaten im Zweiten Weltkrieg starben. 
Am 2. April 1934 wurde Breunig nach Tanganyika Territory (Ostafrika) ausgesendet, zunächst im Peramiho-Gebiet tätig, wo auch der ebenfalls aus Grombach stammende Pirmin Fleck wirkte. Nachdem er der örtlichen Sprache mächtig war, wurde er Kaplan in Matimira, anschließend leitete er ab 1939 die Neugründung der Missionsstation Ligera, die später von Fleck übernommen wurde. 1940 wurde er aufgrund der geänderten geopolitischen Lage im inzwischen ausgebrochenen Zweiten Weltkrieg ins Kilimandscharo-Gebiet evakuiert, wo er in den Stationen Uru und Mbugwe tätig war. Nachdem er zwei Italiener bei ihrer Flucht unterstützt hatte, wurde er von den Engländern wegen Fluchthilfe ins Internierungslager Andalusia nach Südafrika gebracht. 1945 wurde er ins Lager Baviaanspoort bei Pretoria verlegt. Ab 1947 konnte er wieder als Missionar in verschiedenen Stationen in „Zululand“ tätig sein. 1948 war er in Fatima, 1952 in Eshowe, 1953 in Entabeni, 1955 in Gonzaga und später in Cassino. Von 1968 bis 1978 stand er der Station Gezahlale vor, dann wechselte er nach Mbongolowane, wo er nach längerer schwerer Krankheit verstarb.